# Giorno nazionale dei Sami
Il giorno nazionale dei Sami viene celebrato il 6 febbraio, data in cui si tenne il primo congresso nazionale dei Sami nel 1917 a Trondheim in Norvegia. In questo congresso si riunirono per la prima volta i Sami che vivevano in Norvegia e in Svezia per lavorare assieme per trovare soluzioni a problemi comuni. 
Nel 1992, alla 15ª conferenza dei Sami a Helsinki, fu approvata una risoluzione che istituiva il giorno nazionale dei Sami da celebrare il 6 febbraio per commemorare il primo congresso del 1917. La festività viene celebrata da tutti i Sami in ogni Stato in cui vivono; in questo giorno viene esposta la bandiera sami e viene cantato l'inno nazionale dei Sami. 
Il primo giorno nazionale dei Sami fu celebrato nel 1993, in occasione dell'inaugurazione da parte delle Nazioni Unite dell'Anno internazionale delle popolazioni indigene a Jokkmokk, in Svezia. Da allora la celebrazione ha acquistato maggiore popolarità; in Norvegia il 6 febbraio è obbligatorio esporre sugli edifici pubblici la bandiera sami.